# Těšovice (district de Prachatice)
Pour les articles homonymes, voir Těšovice.
Těšovice (en allemand : Tieschowitz) est une commune du district de Prachatice, dans la région de Bohême-du-Sud, en République tchèque. Sa population s'élevait à 319 habitants en 2023.

## Géographie
Těšovice est arrosée par la rivière Blanice et se trouve à 6 km au nord-nord-est de Prachatice, à 35 km à l'ouest-nord-ouest de České Budějovice et à 118 km au sud-sud-ouest de Prague.
La commune est limitée par Budkov au nord, par Strunkovice nad Blanicí au nord-est, par Vitějovice à l'est, par Žernovice et Prachatice au sud, et par Husinec à l'ouest.

## Histoire
La première mention écrite du village date de 1356.

## Administration
La commune se compose de trois sections :
- Běleč
- Bělečská Lhota
- Těšovice

## Galerie

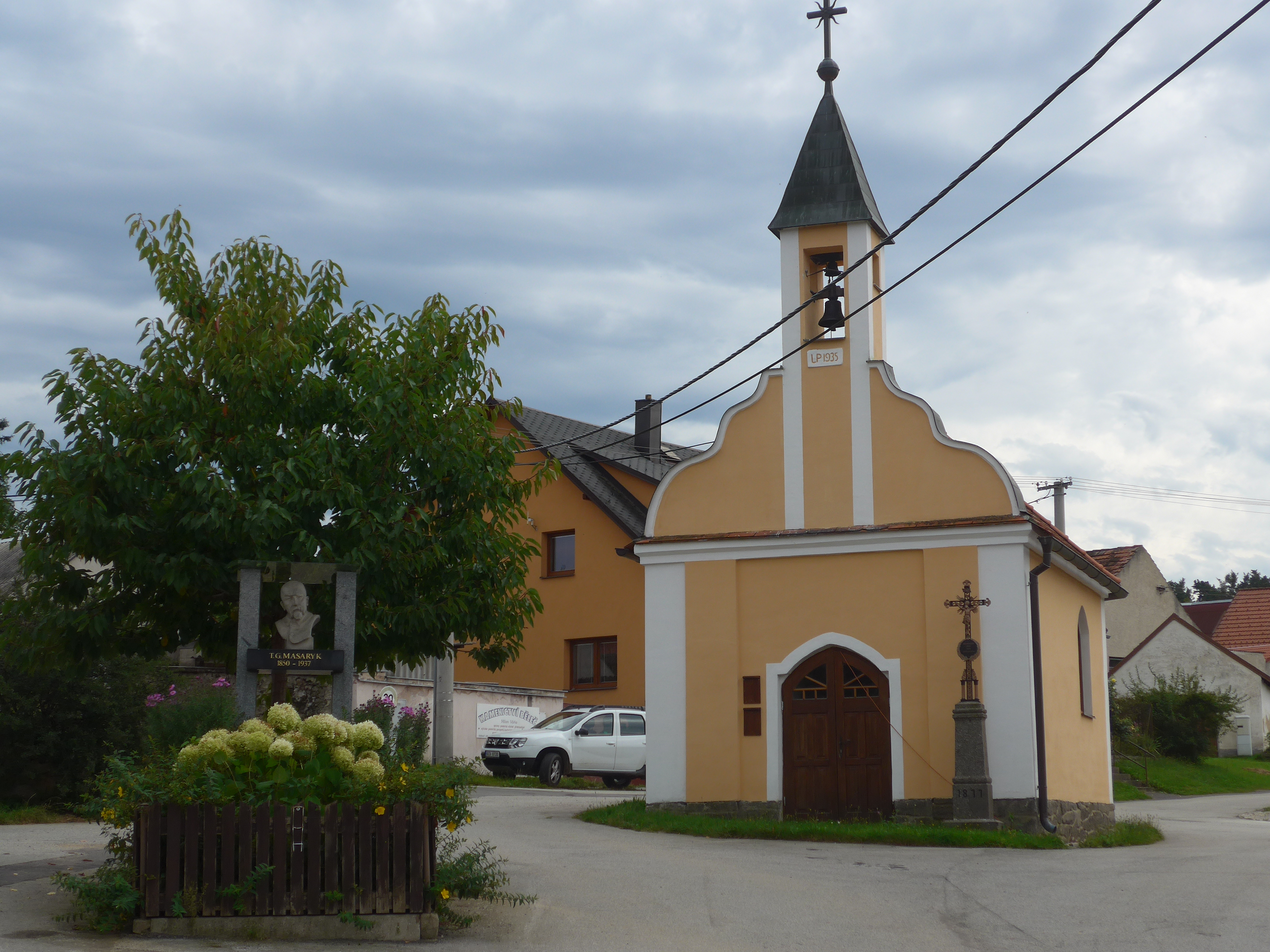
Chapelle à Běleč.

## Transports
Par la route, Těšovice se trouve à 6,6 km de Prachatice, à 41 km de Ceské Budejovice et à 143 km de Prague.

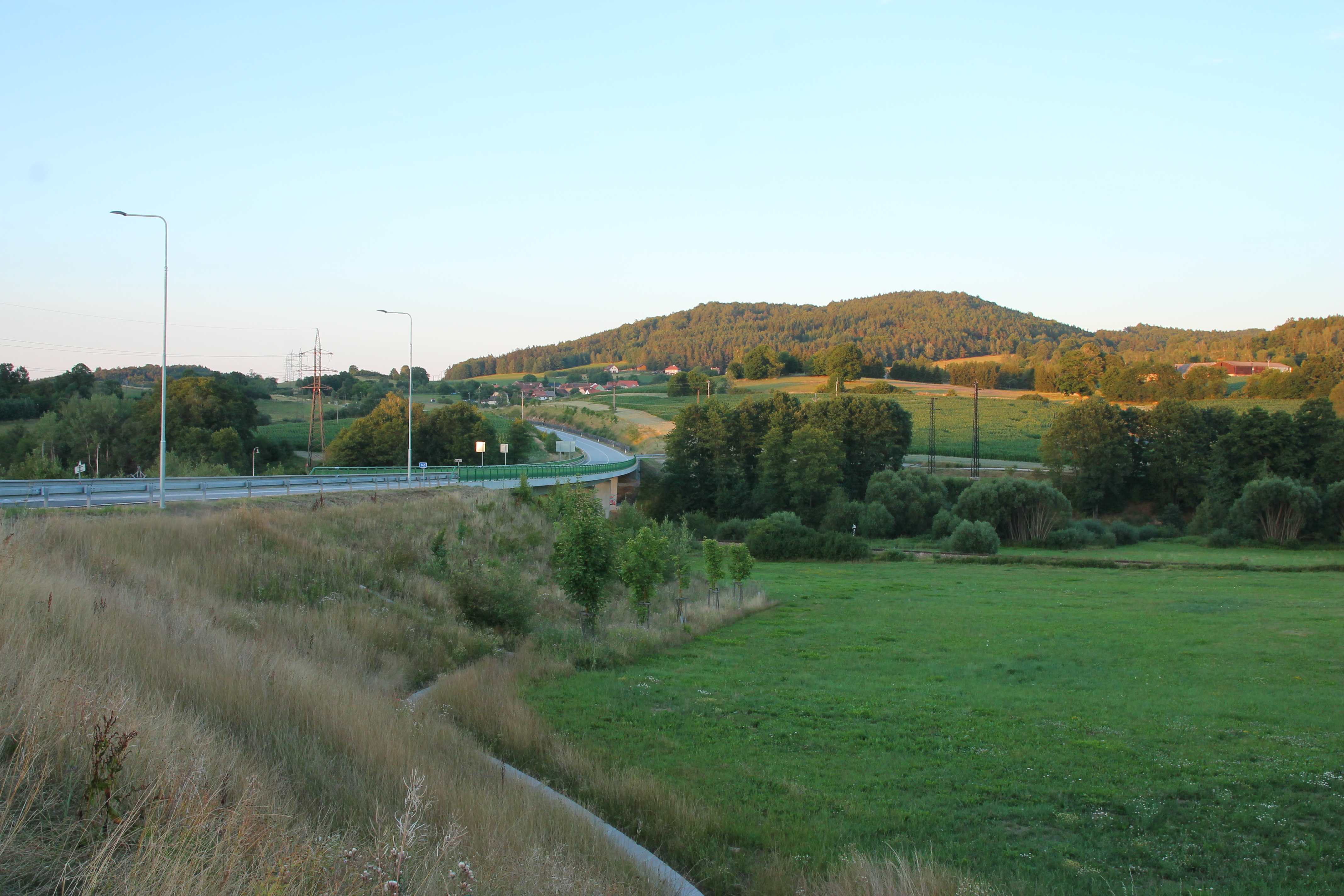
Pont routier près de Těšovice.
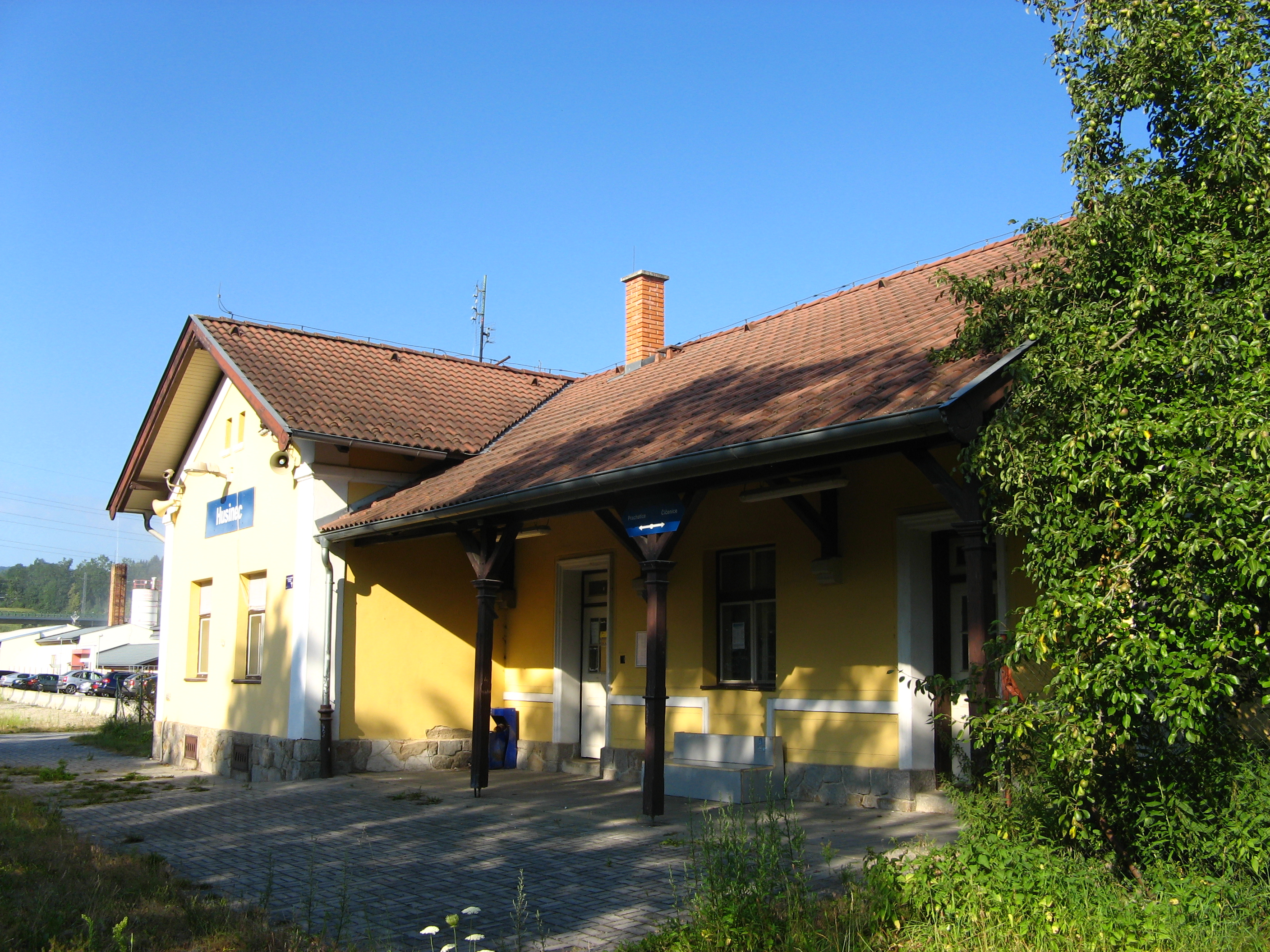
Gare ferroviaire de Husinec.